# Cal Fusta (Perafita)
Cal Fusta és una casa de Perafita (Lluçanès) inclosa a l'Inventari del Patrimoni Arquitectònic de Catalunya.

## Descripció
Edifici de planta rectangular i teulat a doble vessant construït amb pedres irregulars i morter reforçat amb ciment. L'estructura de la casa és dos pisos i conserva originals les llindes de dues de les finestres del segon pis i la llinda de la porta d'entrada. Una de les finestres té la data "1860" inscrita. Les altres finestres han estat modificades i presenta llindes i muntants nous.